# Miyagikyo
Miyagikyo (宮城峡 en japonais) est une distillerie située dans la région de Tōhoku au Japon.

## Histoire
Situé sur l’ile d’Honshū, à l’ouest de la ville de Sendai, l'emplacement de Miyagikyo a été choisi pour la production de whisky pour à son air pur et son taux d’humidité élevé idéal pour le vieillissement en fûts. C'est la deuxième distillerie de Nikka.
En 1918, Masataka Taketsuru, fils d’un brasseur de saké d’Hiroshima, étudie la chimie à l’université de Glasgow, en Écosse, et, tout en travaillant dans une distillerie de whisky. Il se marie à une Écossaise, Rita Cowan, avant de rentrer au Japon, en 1920.
Il crée sa première distillerie en 1924, pour le compte d'une compagnie japonaise avant de produit son propre whisky en 1934, sa propre distillerie, Yoichi.
Estimant atteintes les capacités de production Yoichi, il crée la distillerie de Miyagikyo en 1969, dans les montagnes du nord de l’île de Honshu.
En 1998, une distillerie de grain abritant deux alambics de type Coffey (ou alambic à colonne) est construite sur le même site.

## Produits
- Miyagikyo Non Age 43%
- Miyagikyo 10 ans 45%
- Miyagikyo 12 ans 45%
- Miyagikyo 15 ans 45%